# Odoardo Jalla
Odoardo Jalla (Perrero, 1º gennaio 1856 – Torre Pellice, 6 giugno 1932) è stato un editore e religioso italiano.
Pastore valdese, è stato direttore della Claudiana dal 1890 al 1925.

## Biografia
Odoardo Jalla è nato ai Chiotti di Riclaretto (attuale comune di Perrero in Provincia di Torino), dove il padre era pastore valdese. Dopo gli studi presso il Collegio valdese di Torre Pellice e la Scuola di Teologia di Firenze, è consacrato pastore valdese nel 1881.
Lo stesso anno sposa Clara Gay, figlia del pastore di Luserna San Giovanni, da cui avrà tre figli e una figlia.
La sua prima sede pastorale è a Venezia (1881), seguita da Treviso e diaspora veneta (1882-1884) e Soglio nel cantone svizzero dei Grigioni (1884-1890), ma nel 1890 si trasferisce a Firenze dove ricopre l'incarico di direttore della Società delle Pubblicazioni evangeliche (Claudiana) fino al 1925, anno della sua emeritazione. Il suo periodo di direzione coincise con un periodo estremamente florido della Claudiana ottocentesca, come pure con il periodo di crisi che portò al trasferimento della Claudiana da Firenze a Torre Pellice nel 1924. È stato direttore della Claudiana per 35 anni, intervallo di tempo più lungo della storia della Claudiana, precedendo di poco Carlo Papini che fu direttore dell'editrice dal 1964 al 1998.
Muore a Torre Pellice il 6 giugno 1932.